# Термопласт
Термопласт е полимерен материал, който става гъвкав и пластичен при повишаване на температурата до определено ниво, а при снижаване на температурата се втвърдява отново.
Повечето термопласти имат голяма молекулна маса. Полимерните вериги се свързват чрез междумолекулни сили, които отслабват значително с повишаване на температурата, при което се получава вискозна течност. В това състояние термопластовете могат да се оформят и обикновено се използват за производство на части чрез различни преработвателни техники. Термопластите се различават от реактопластите по това, че последните образуват необратими химични връзки, тоест не могат да приемат първоначалната си форма при охлаждане.
Над температурата на встъкляване и под точката на топене на термопласта, физичните му свойства драстично се изменят, без наличие на фазов преход. Някои термопласти не кристализират изцяло под точката на стъклен преход, запазвайки някои или всички от аморфните си характеристики. Аморфните и полуаморфните пластмаси се използват, когато е нужна оптична пропускливост, тъй като светлината се разсейва много от кристали, които са по-големи от дължината на вълната ѝ. Аморфните и полуаморфните пластмаси са по-малко устойчиви към химически агресивни вещества и напукване от околната среда, поради липсата им на кристална структура.
Крехкостта може да се смекчи с добавянето на пластификатори, които увеличават мобилността на аморфните сегменти от веригата, при което се сваля температурата на встъкляване. Модифицирането на полимера чрез кополимеризация или с добавяне на нереактивни странични вериги към мономерите преди полимеризация също може да я свали. Преди да започнат да се прилагат тези техники, пластмасовите автомобилни части често се чупят при излагане на ниски температури.